# Tapisciaceae
Tapisciaceae, malena biljna porodica zimzelenog drveća i grmova, dio reda Huerteales. Postoje dva roda, od kojih je monotipska Tapiscia iz Azije (Kina, Vijetnam, Laos), a drugi rod Huertea s četiri vrste iz Srednje i Južne Amerike

## Rodovi
1. Huertea Ruiz & Pav.
2. Tapiscia Oliv.